# Luc-Adolphe Tiao
Luc-Adolphe Tiao (Tenkodogo, Burkina Faso, 4 de junho de 1954) é um político e diplomata burquinês. Tiao foi apontando para primeiro-ministro do Burquina Faso pelo Presidente Blaise Compaoré a 18 de abril de 2011. Era na altura embaixador do Burkina Faso em Paris, França desde 2008. Tornou-se primeiro-ministro após protestos de estudantes, militares e das forças policiais. Pertence ao partido político Congresso pela Democracia e Progresso.
A 30 de outubro de 2014, foi demitido pelo Presidente Blaise Compaoré na sequência dos protestos antigovernamentais; o exército tomou, depois, o poder.